# Tityus filodendron
Espèce
Tityus filodendron est une espèce de scorpions de la famille des Buthidae.

## Distribution
Cette espèce se rencontre au Venezuela dans l'État d'Amazonas et en Colombie dans le département de Guainía,.

## Étymologie
Son nom d'espèce lui a été donné en référence au lieu de sa découverte, des Philodendron sp..

## Publication originale
- González-Sponga, 1981 : « Seis nuevas especies del genero Tityus en Venezuela (Scorpionida: Buthidae). » Instituto Universitario Pedagogico de Caracas Monografias Cientificas Augusto Pi Suner, no 12, p. 1-87.